# Sida intricata
Sida intricata är en malvaväxtart som beskrevs av Ferdinand von Mueller. Sida intricata ingår i släktet sammetsmalvor, och familjen malvaväxter. Inga underarter finns listade i Catalogue of Life.